# Matías Pérez Acuña
Matías Pérez Acuña (Buenos Aires, 9 de fevereiro de 1994), é um futebolista argentino que joga como lateral-direito. Atualmente joga pelo Vélez Sársfield.

## Carreira
Pérez Acuña chegou nas categorias de base do Vélez Sársfield com apenas 9 anos de idade. Estreou profissionalmente, aos 19 anos, na vitória por 3 a 2 sobre o Rosario Central, substituindo Fabián Cubero. Ele foi o 32º jogador revelado por Ricardo Gareca no clube argentino. Ficou no banco de reservas no título da Supercopa Argentina.
Em uma entrevista em 2014, o ex-lateral Javier Zanetti afirmou que Pérez Acuña foi o melhor jogador jovem em sua posição do Campeonato Argentino.

## Estatísticas
Até 21 de outubro de 2015.

### Clubes
| Clube             | Temporada         | Campeonato nacional | Campeonato nacional | Campeonato nacional | Copa nacional[a] | Copa nacional[a] | Copa nacional[a] | Competições continentais[b] | Competições continentais[b] | Competições continentais[b] | Outros torneios[c] | Outros torneios[c] | Outros torneios[c] | Total | Total | Total   |
| Clube             | Temporada         | Jogos               | Gols                | Assist.             | Jogos            | Gols             | Assist.          | Jogos                       | Gols                        | Assist.                     | Jogos              | Gols               | Assist.            | Jogos | Gols  | Assist. |
| ----------------- | ----------------- | ------------------- | ------------------- | ------------------- | ---------------- | ---------------- | ---------------- | --------------------------- | --------------------------- | --------------------------- | ------------------ | ------------------ | ------------------ | ----- | ----- | ------- |
| Vélez Sársfield   | 2012–13           | —                   | —                   | —                   | —                | —                | —                | —                           | —                           | —                           | 0                  | 0                  | 0                  | 0     | 0     | 0       |
| Vélez Sársfield   | 2013–14           | 8                   | 0                   | 2                   | 0                | 0                | 0                | 1                           | 0                           | 0                           | —                  | —                  | —                  | 9     | 0     | 2       |
| Vélez Sársfield   | 2014              | 11                  | 0                   | 3                   | —                | —                | —                | —                           | —                           | —                           | —                  | —                  | —                  | 11    | 0     | 3       |
| Vélez Sársfield   | 2015              | 12                  | 1                   | 1                   | 4                | 0                | 0                | —                           | —                           | —                           | 2                  | 0                  | 1                  | 18    | 1     | 2       |
| Vélez Sársfield   | Total             | 31                  | 1                   | 6                   | 4                | 0                | 0                | 1                           | 0                           | 0                           | 2                  | 0                  | 1                  | 38    | 1     | 7       |
| Total na carreira | Total na carreira | 31                  | 1                   | 6                   | 4                | 0                | 0                | 1                           | 0                           | 0                           | 2                  | 0                  | 1                  | 38    | 1     | 7       |

- a. ^ Jogos da Copa Argentina
- b. ^ Jogos da Copa Libertadores da América
- c. ^ Jogos da Supercopa Argentina e Copa Ciudad de Mar del Plata

## Títulos
Vélez Sársfield
- Supercopa Argentina: 2013